# Kaldadalsvegur
Kaldadalsvegur, väg 550, är en bergsväg som går genom dalen Kaldidalur på Island. Kaldadalsvegur korsar inga floder och är farbar med vanlig bil. Före 1 januari 2020 startade Kaldadalsvegur vid Þingvallavegur, S36, i Þingvellir nationalpark, och var 23 km längre. Denna asfalterade del heter nu Uxahryggjavegur, S52, igen. Kaldadalsvegur passerar vulkanen Skjaldbreiður.
Vägen klättrar till en höjd av 720 meter över havet och den går förbi ett flertal glaciärer: Eiríksjökull, Langjökull och Þórisjökull, samt vulkanen Ok, som fram till 2014 hade en glaciär.
En stor del av året är det vinterstängning (Ófært) på Kaldadalsvegur och körförbud när snön smälter. De senaste åren har rutten öppnats igen mellan 1 juni och 7 juli, vanligtvis runt 7 juni.